# ذاكرة دي.دي.آر اس.دي.رام

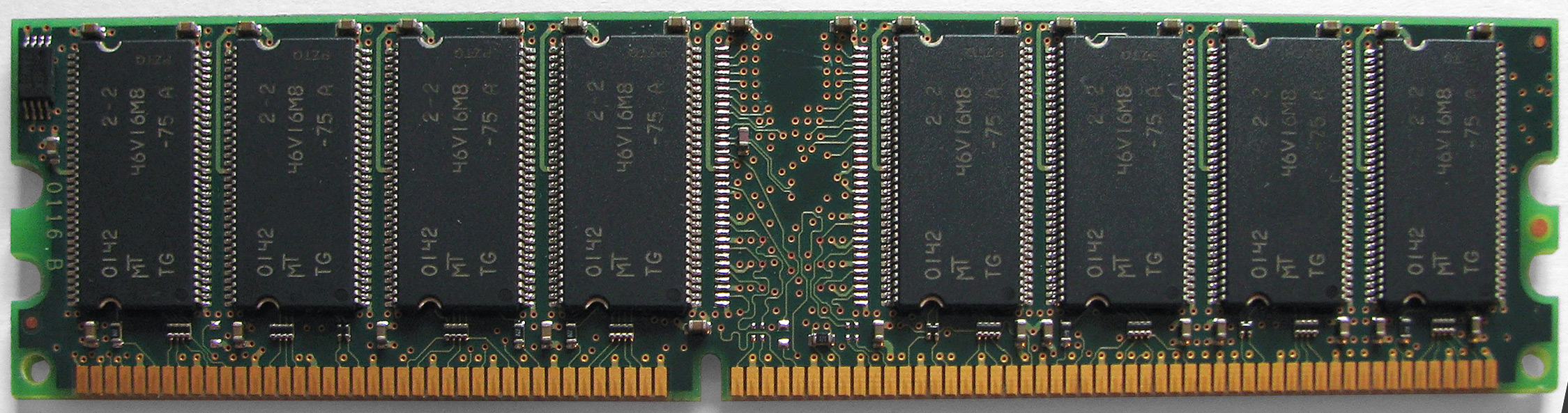
Generic DDR-266 Memory in the 184pin DIMM form

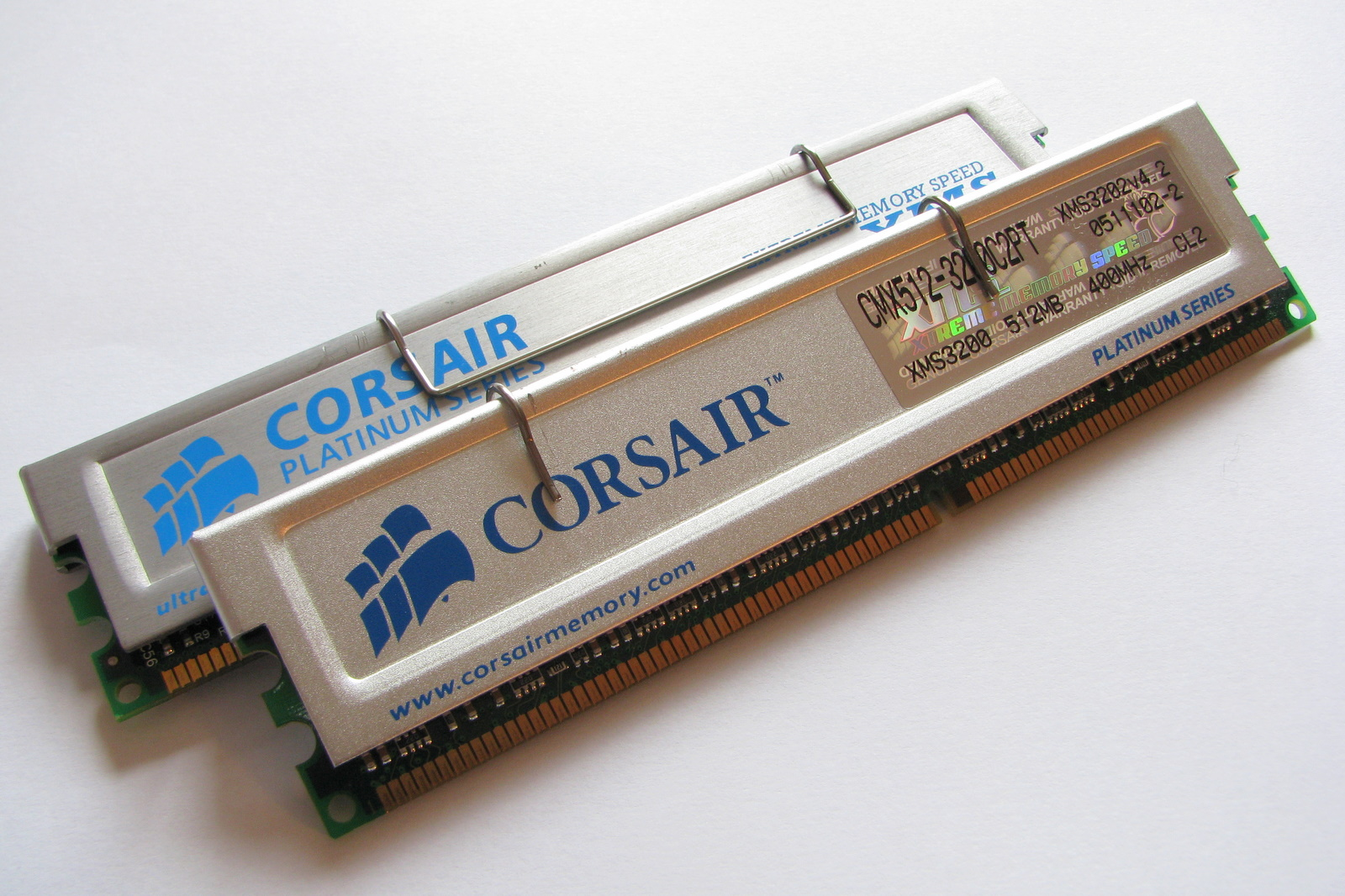
ذاكرة Corsair DDR-400 بواقيات

ذاكرة دي.دي.آر اس.دي.رام (DDR SDRAM) استخدمت أول ما استخدم في بطاقات الرسوميات من شركة Nvidia، ثم انتقل استخدامها لنظم أثلون وظلت تستخدم إلى الآن. أما بالنسبة لنظم انتل فإنها بدأت تستخدم هذه الذواكر مع ظهور طقم الرقاقات Intel 82845D الخاص بأجهزة بينتيوم4، إضافة إلى ظهور بعض الأجهزة المرتكزة على رقاقات VIA.
هي اختصار لـ (Double Data Rate) أي سرعة النقل المضاعفة، وبخلاف SDR فإن هذه الذواكر قادرة على إرسال واستقبال البيانات مع ارتفاع الموجة وانخفاضها، وبذلك فهي تنقل فعليا ضعف كمية البيانات مقارنة بـSDR عند نفس السرعة، فعندما تكون سرعتها مثلاً 133 ميجاهرتز فإن سرعتها في نقل البيانات فعلياً توازي 266 رغم أنها لا تعمل على هذه السرعة
و الخطأ الشائع هنا أن الكثير من الناس وأصحاب المحلات يكتبون في إعلاناتهم DD ذاكرة الوصول العشوائي كمقابل لـSD RAM، وهذا هو الخطأ بعينه، لأن الاسم الصحيح هو DDR RAM، كما أنه ليس بمقابل SD RAM، بل هو أحد أنواعه، فالـ ذاكرة دي.دي.آر اس.دي.رام هو بالضرورة أحد أنواع الـ SD RAM. ولتصحيح المعلومة فينبغي أن يكون لدينا نوعين هما DDR ومقابله SDR، وهما الرام ذو قدرة النقل الأحادي ومقابله الرام ذو قدرة النقل المزدوج.و يندرج كلا من النوعين السابقين تحت عنوان SD RAM.

## السبب الذي ادى إلى اختراع الـDDR
4- RD-RAM: وهي اختصار لـ (Rambus Direct Random Access)، وهذا النوع هو من أحدث وأسرع أنواع الذاكرة الموجودة، ويتميز بسرعة نقل كبيرة، إلا أن ما يعيبه هو بطؤه في الوصول إلى البيانات لدرجه تجعله أبطأ من الـSDR، وهذا ما يفسر تخلف البينتيوم 4 المزود بالرامبس عن الأثلون المزود بالـDDR في كثير من الأحيان خاصة عندما تكون سرعة الساعة الفعلية للمعالجين متقاربة أو متساوية. وما يميز الرامبس هو أنه يعمل بشكل زوجي أي أن كل شريحتي ذاكرة
يمثلان بنكاً واحداً، وبذلك فإنه يعمل بضعف السرعة الحقيقية للشريحة.
الذاكرة SDRAM وهي الدارجة تعمل بسرعة مستمدة من الناقل الأمامي للوحة الأم. هنا تكون السرعة 66 او100 أو 133 ميغاهرتز. نضع بحسباننا انه كلما زادت السرعة زادت كمية المعلومات التي يتم نقلها بنفس اللحظة. طبعا هذه الذواكر تسمى PC66 أو PC100 أو PC133.
بسبب التقدم في سرعات المعالجات، وابتداء معالجات أدفانسد مايكرو دفايسز الاثلون والديورون بإتباع تقنيات نقل معلومات بسرعة 200 أو 266 ميغاهرتز، فقد بات من الضروري إيجاد طريقة لزيادة سرعة الذاكرة وذلك لكي لا تكون عائقا أمام الاستفادة من سرعة المعالج.
لذا تم اختراع تقنيات تعتمد على مضاعفة سرعة الذاكرة إلى 200 أو 266 ميغاهرتز.
على هذا الأساس تم صنع ذواكر DDR وهي تعمل بسرعتين. 200 ميغاهرتز وتسمى PC1600 و 266 ميغاهرتز وتسمى PC2100.
ربما نعتقد أن زيادة سرعة الذاكرة من 133 إلى 266 ميغاهرتز تعنى زيادة في الأداء تعادل 100%. ولكن الحقيقة هي أن زيادة الأداء ما بين الذاكرة PC133 وPC2100 يعادل 5 إلى 10% فقط.السبب في قلة هذا الفرق في الأداء يعود لعدة أمور فنية تتعلق بتقنية مضاعفة الأداء وكذلك البرامج المستخدمة على الحاسب من أنظمة تشغيل وغيرها.
سأحاول أن استخدم مثال لشرح تقنية DDR هناك أمرين، الناقل الأمامي وسأشبهه بالطريق أو الخط السريع. والهرتز وهو الناقل للمعلومة أشبهه بالباص (الحافلة).
سأركز على الطريق الذي يصل المعالج بالذاكرة. إذا أراد المعالج أن يرسل معلومة إلى الذاكرة فانه يضعها بداخل الحافلة ويرسلها إلى الذاكرة. بعد أن تقوم الحافلة بتوصيل المعلومة فإنها ترجع للمعالج بدون أي ركاب وذلك لكي تبلغه بان المعلومة وصلت بالسلامة.
إذا أراد المعالج أن يسترجع معلومة من الذاكرة، فانه يقوم بإرسال حافلة إلى الذاكرة لكي تقوم بطلب هذه المعلومة ولكنها لا تحملها معها. على هذه المعلومة أن تستغل حافلة أخرى من الذاكرة إلى المعالج.طبعا هذا المثال يبين الوقت الذي يضيع بكون الحافلات تخدم خط واحد وترجع بدون أي ركاب. تقنية DDR تقوم على محاولة الاستفادة من بعض هذه الحافلات.
هناك أمر يجب وضعه بالحسبان، هذه الحافلات أسرع بكثير من الذاكرة ولا يمكنها الانتظار لغاية ما تقوم الذاكرة بتجهيز المعلومة وتحميلها إلى الحافلة. لذا فان الحافلة عندما تصل إلى الذاكرة فإنها ستأخذ ما يكون جاهزا من المعلومات وان لم تكن هناك معلومات فإنها سترجع بدون ركاب.عدد الحافلات التي يمكن الاستفادة منها لن يزيد على 10% من التي ترجع فاضيه. ولذا فان فرق الأداء لن يزيد بأكثر من هذه النسبة.الآن، للاستفادة من ذاكرة DDR يجب أن تكون اللوحة الأم مجهزة للتعامل مع هذه الذاكرة.
أي إن لم تكن اللوحة الأم التي لديك تدعم ذاكرة DDR لن تستطيع استخدامها.

## بعض صفات التقنية للذاكرة DDR
o Dual Data Rate SDRAM.
1. من اسمها نعرف إنها تضاعف كمية المعلومات التي تعالجها SDARM.
2. أي تقوم بعمليتي معالجة خلال حلقة ساعية واحدة.
3. تتوفر على شكل DIMM]] – 184]]رجل وهي مماثلة لبطاقة DIMM – 168 رجل نوع SDARM وذلك من ناحية القياس.
4. تختلف عنها من حيث توافق الأرجل.
5. تتشابهان من حيث المقابس.
6. تختلفان بسن التوجيه يجعل من المستحيل وضع أحد النوعين في مقبس النوع الآخر.
7. تعمل بسرعات 200 MHz أو 266 MHz (ضعف السرعات 100 MHz أو 133 MHz التي تتوفر في SDARM وهذا ما يقصد باسمها).
8. تعد بطيئة جداً مقارنة بالنوع RDRAM.

كيفية إجراء عملية المضاعفة :
لفهم عملية المضاعفة هذه يجب أن نبين كيف تعمل دورة الهيرتز. دورة الهيرتز هي عبارة عن إشارة كهربائي بشكل موجه تنقل المعلومة معها أثناء صعودها. تقنية DDR تسمح بالاستفادة من هذه الموجة ليس فقط أثناء صعودها بل أثناء نزولها كذلك حيث يتم نقل معلومة أثناء الصعود ومعلومة أخرى أثناء النزول. بهذه الطريقة فإن الاستفادة من كل دورة هيرتز تكون مضاعفة بنقل معلومتين بكل دورة هيرتز بدل معلومة واحدة (Data Strobe)
وهذا مايظهره الشكل التالي
هي تقنية ادخلت على هذه الذاكرة لكي تغنى عن استخدام ساعة داخلية بالذاكرة لتنظيم دورات الهيرتز. الساعة التي نتكلم عنها هنا هي المسئولة عن جعل الدورات الداخلية للهيرتز بالذاكرة تسير بانتظام مع الدورات الخاصة بالناقل الأمامي. تقنية Data-Strobe نصت على أن كل معلومة تنقل من الناقل الأمامي
إلى الذاكرة تحمل معها إشارة تحدد دورة الهيرتز، بهذه الطريقة تستطيع ذاكرة DDR أن تنظم دوراتها مع الناقل الأمامي بدون استخدام أي ساعة داخلية منظمة. الميزة هنا هي بتوفير الوقت الذي تحتاجه الساعة الداخلية لتحديد دورة الهيرتز مما يعنى أداء أسرع. في هذا النوع من الذاكرة تم تغيير المسمى من تبيان سرعة تردد الناقل الأمامي إلى تبيان حجم المعلومة التي يتم نقلها. PC1600 تبين أن هذه الذاكرة تستطيع نقل 1600 ميغابايت في الثانية بينما PC2100 تعنى أن الذاكرة تستطيع نقل 2100 ميغابايت في الثانية وحاليا وصلت إلى DDR3200 والتي تعمل بتردد 400 ميجاهيرتز ووصلت أكثر من
ملاحظة ان الحرارة ترتفع بستخدام هذا النوع من الذواكر لان المعالج لايرتناح ابدا

## بنية الذاكرة DDR
الوصول السريع إلى الذاكرة شيء أساسي من اجل الأداء الفعال للبرامج مع العلم إن الناقل الأمامي وعرض نطاق الترددي BANDBATH ليسا متساويين في التطبيقات القوية حيث يستوجب ذلك الانتظار بينما النظام يفاوض على عرض النبضة وهذا يؤدي إلى البطء في الأداءولكن مع الذاكرة DDR فأنها تطلق القوة الكاملة للمعالج وذلك بتردد 800MHZ للـFSB وبتخزين 6.4جيغابايت تقريبا كل التطبيقات والعناصرسواء داخلي أو خارجي تصل الذاكرة عبر MEMORY CONTROL HUB لاحظ الشكل تالية تبدأ وحدة معالجة مركزية بالوصول الأثقل إلى الذاكرة النظام.
كل التطبيقات المعالجة تحول إلى الذاكرة عبر MCH ثم إلى خابية ضمن المعالج للتنفيذ
نلاحظ مما سبق ان المعالج السريع يحتاج إلى الذاكرة السريعة وبالتالي زودت الـDDR بتقنية القناة الثنائية وهي أعلى انجاز في الهندسة المعمارية الحديثة
ودورها ينحصر في توازن بين عرض النبضة BANDWIDTH والتردد العالي 800MHZ
وهذا التوازن ساعد على تحسين التطبيقات ثلاثية الأبعاد والفيديو وغيرها واليك صورة توضيحية عن

## الفرق بين القناة الأحادية والقناة الثنائية
القناة الاحادية: النظام يدخل في قناة واحدة مفردة فقط فعندما توضع ذاكرة ذات قناة واحد حتى لو كانت اللوحة الأم تحوي قناتين فإن النظام يستخدم واحدة وبالتالي كل دورات الذاكرة توجه نحو قناة وحيدة
القناة الثنائية: النظام يدخل ضمن قناتين وبالتالي يسمح بالاستخدام الأقصى لإنجاز التطبيقات بستخدام 64بت للقناة الثنائية نحصل بهذه الفائدة من هذه التقنية بأن نستخدم القناتين بنفس الكمية من الذاكرة.
وبتوضيح أكثر عن أهمية الذاكرة DDR عند العمل على قناتين لنقل البيانات إلى المعالج يستطيع استلام البيانات مرتين في نفس الوقت والمسؤول عن ذلك متحكم في الذاكرة وهو عبارة عن إشارة مرور لتوجيه حركة البيانات عبر القناة من أهم البرمترات PEAK BANDWIDTH والمحلول المنظم حيث تصف النقل الاعظمي للبيانات وهو عرض الحافة وهو العدد الذي يعبر عنه بعدد البيتات في الثانية.